# Amphidasya brevidentata
Amphidasya brevidentata är en måreväxtart som beskrevs av Charlotte M. Taylor. Amphidasya brevidentata ingår i släktet Amphidasya och familjen måreväxter. Inga underarter finns listade i Catalogue of Life.